# Bahnhof Dömitz
Der Bahnhof Dömitz war der Bahnhof der gleichnamigen Stadt Dömitz im Landkreis Ludwigslust-Parchim in Mecklenburg-Vorpommern. Er wurde bis 2000 im Personenverkehr bedient. Die Anlage mit Empfangsgebäude, Güterabfertigungsgebäude, zwei Schuppen und Speicher mit Handkran befindet sich auf der Baudenkmalliste des Landkreises. Um die Jahreswende 2021/2022 wurde der Denkmalschutz für das nach mehreren Bränden stark beschädigte Bahnhofsgebäude aufgehoben.

## Geschichte
Der Bahnhof entstand mit dem Bau der Bahnstrecke Wittenberge–Buchholz, die bei Dömitz die Elbe querte, wozu auch die Errichtung eines entsprechenden Brückenbauwerkes bis 1873 notwendig war. Der Abschnitt von Wittenberge nach Dömitz wurde am 15. Dezember 1873 eröffnet. 1874 konnte der Personenverkehr über die Elbbrücke aufgenommen werden. Der Abschnitt Dömitz–Malliß der Strecke nach Ludwigslust wurde am 29. Dezember 1889 übergeben.

Unmaßstäbliches Gleisbild des Lokbahnhofs Dömitz (um 1940)

Mit der Bombardierung der Elbbrücke am 20. April 1945 wurde die Strecke nach Buchholz abgeschnitten, das Brückenbauwerk mit der deutschen Teilung nicht wieder aufgebaut. Der Abschnitt nach Wittenberge wurde nach dem Zweiten Weltkrieg noch befahren, jedoch 1947 als Reparationsleistung abgebaut.
Der Bahnhof Dömitz war fortan nur noch Endstation der Bahnstrecke Ludwigslust–Dömitz. Der Einstellung des Güterverkehrs am 1. Januar 1997 folgte die Einstellung des Personenverkehrs am 27. Mai 2000. Die Strecke wurde am 11. April 2001 stillgelegt und in den folgenden Jahren demontiert.
Durch Versteigerung befindet sich das Empfangsgebäude seit 2008 in Privatbesitz. Zeitweise wurden noch Wohnungen vermietet. In der Nacht vom 10. auf den 11. August 2011 verursachte ein Brand, der den gesamten Dachstuhl erfasste, erhebliche Schäden am zu der Zeit bereits leerstehenden Bauwerk. Bei einem weiteren Brand am 11. Juni 2012 brannte das Gebäude über alle drei Etagen.
Im Dezember 2021 erwarb die Stadt Dömitz das Bahnhofareal und die darauf befindlichen Bauten. Sie plant für 2022 den Abriss der Gebäude. In Absprache mit der Denkmalbehörde des Landkreises setzte die Stadt die Aberkennung des Denkmalstatus durch. Die Stadt plant auf dem Gelände den Bau von Mehrfamilienhäusern.

## Personenverkehr
Die Verkehrsstatistik des Eisenbahndirektionsbezirks Altona für das Jahr 1909 weist für den Zeitraum vom 1. April 1909 bis zum 31. März 1910 den Verkauf von insgesamt 72.435 Fahrkarten aus. Davon wurden 38.382 Fahrkarten im Geschäftsbereich der Preußischen Staatseisenbahnen, der die Bahnstrecke Wittenberge–Buchholz gehörte, verkauft. Die Großherzoglich Mecklenburgische Friedrich-Franz-Eisenbahn (M.F.F.E), die die Strecke nach Ludwigslust baute und bis 1920 betrieb, verkaufte 34.053 Fahrkarten.

## Güterverkehr
| Frachtgegenstand             | Empfang (t) | Versand (t) |
| ---------------------------- | ----------- | ----------- |
| Braunkohlen                  | 65          | 1766        |
| Braunkohlenbriketts          | 845         | 0           |
| Zement, Zementsteine         | 723         | 14          |
| Chemikalien, Drogen          | 3176        | 2049        |
| Dachpappe, Steinpappe        | 65          | 135         |
| Düngemittel, künstliche      | 454         | 125         |
| Eisen und Stahl, fassioniert | 556         | 476         |
| Maschinen, Dampfkessel       | 106         | 6           |
| Eisen- und Stahlwaren        | 144         | 70          |
| Erde, Lehm, Mergel           | 167         | 0           |
| Ton, Tonerde usw.            | 106         | 0           |
| Roggen                       | 185         | 74          |
| Hafer                        | 14          | 205         |
| Gerste                       | 0           | 160         |
| Mais                         | 21          | 153         |
| Andere Sämereien             | 113         | 32          |
| Holz, Rund-                  | 321         | 0           |
| Holz, Nutz-                  | 424         | 913         |
| Kalk, gebrannter             | 351         | 5           |
| Mehl, Mühlenfabrikate        | 233         | 109         |
| Kleie, außer Reiskleie       | 903         | 75          |
| Petroleum, Mineralöle        | 284         | 0           |
| Salpeter- und Salzsäure      | 51          | 486         |
| Salz                         | 78          | 103         |
| Schwefelsäure                | 2659        | 397         |
| Spiritus, Branntwein usw.    | 110         | 0           |
| Steine, gebrannte            | 301         | 3489        |
| Steinkohlen                  | 7785        | 969         |
| Steinkohlenkoks              | 132         | 0           |
| Tonwaren, Porzellan          | 117         | 22          |
| Emballage (gebrauchte)       | 187         | 956         |
| Heu                          | 4           | 161         |

| Frachtgegenstand     | Empfang (Stück) | Versand (Stück) |
| -------------------- | --------------- | --------------- |
| Kühe, Rinder, Färsen | 129             | 1292            |
| Kälber               | 5               | 1531            |
| Schweine             | 3793            | 7480            |